# بدفورد، استرالیای غربی
بدفورد (به انگلیسی: Bedford) یک منطقهٔ مسکونی در استرالیا است که در استرالیای غربی واقع شده‌است.